# Distrito de Peć
O Distrito de Peć (em sérvio:  Пећки округ, transl. Pećki okrug; em albanês:  Rajoni i Pejës) é um distrito localizado na parte sul República da Sérvia. Está localizado na parte oeste da Província Autônoma de Cossovo e Metóquia. O centro administrativo do Distrito de Peć é a cidade de Peć.

## Municípios
O distrito de Peć está subdividido em 5 municípios:
- Peć
- Dečani
- Đakovica
- Istok
- Klina